# From Genesis to Revelation
From Genesis to Revelation är progrockgruppen Genesis debutalbum som släpptes i mars 1969. 
Musiken på From Genesis to Revelation är ganska olik de följande albumens progressiva utsvävningar, istället är musiken mer åt pophållet med kortare, mer lättillgängliga låtar. Musiken har även jämförts med tidiga Bee Gees. Värt att notera är att gruppmedlemmarna var mellan 16 och 18 år gamla när det spelades in. Chris Stewart gjorde sitt enda album som trummis för gruppen, han slutade sedan helt med musiken och blev bonde.
Eftersom gruppen var helt okänd hamnade albumet på grund av albumnamnets bibliska anknytning ofta bland religiös musik i skivaffärerna. Detta bidrog till att det sålde mycket dåligt, men försäljningen tog fart något även för detta album när gruppen senare slog igenom och blev känd över hela världen.

## Låtlista
Samtliga låtar skrivna av Tony Banks, Peter Gabriel, Anthony Phillips och Mike Rutherford.
1. "Where the Sour Turns to Sweet" - 3:16
2. "In the Beginning" - 3:44
3. "Fireside Song" - 4:18
4. "The Serpent" - 4:38
5. "Am I Very Wrong?" - 3:32
6. "Silent Sun" - 2:15
7. "In the Wilderness" - 3:26
8. "Conquerer" - 3:40
9. "In Hiding" - 2:38
10. "One Day" - 3:20
11. "Window" - 3:33
12. "In Limbo" - 3:30
13. "Place to Call My Own" - 1:59